# Conseiller étranger
À l'instar des étudiants internationaux (留学生, ryūgakusei) envoyés en Occident, l'administration japonaise employa également des étrangers, les conseillers étrangers (お雇い外国人, oyatoi gaikokujin), dès la fin du shogunat Tokugawa et du sakoku dans le même but d'intégrer les techniques et institutions modernes occidentales. Leur salaire était de 120 yens par mois, sauf pour les « spécialistes indépendants » qui n'étaient payés que 75 yens par mois.
Il en existait deux catégories :
- les kan-yatoi (官雇?, employés du gouvernement) qui comptait 520 employés en 1875 mais dont le nombre diminua progressivement ;
- et les shi-yatoi (私雇?, employés des organismes privés), qui étaient déjà plus de 520 en 1877 et furent de plus en plus nombreux.

À l'aube de l'ère Meiji (1868-1912), on ne comptait pas moins de 2 299 ingénieurs et conseillers étrangers venus pour moderniser le Japon, dont 928 Britanniques, 374 Américains et 259 Français. Après la signature du traité d'amitié et de commerce entre la France et le Japon, la France de Napoléon III avait en effet envoyé, à la demande des autorités japonaises, des spécialistes dans de nombreux domaines. La défaite française face à la Prusse en 1871 fit hésiter le gouvernement japonais de se tourner vers le savoir-faire militaire allemand plutôt que français ; mais les relations entre la France et le Japon continuèrent tout de même leurs échanges, autant dans les domaines militaires (marine notamment) que civils (électricité) et industriels (usines textiles).